# Korytarz ratunkowy

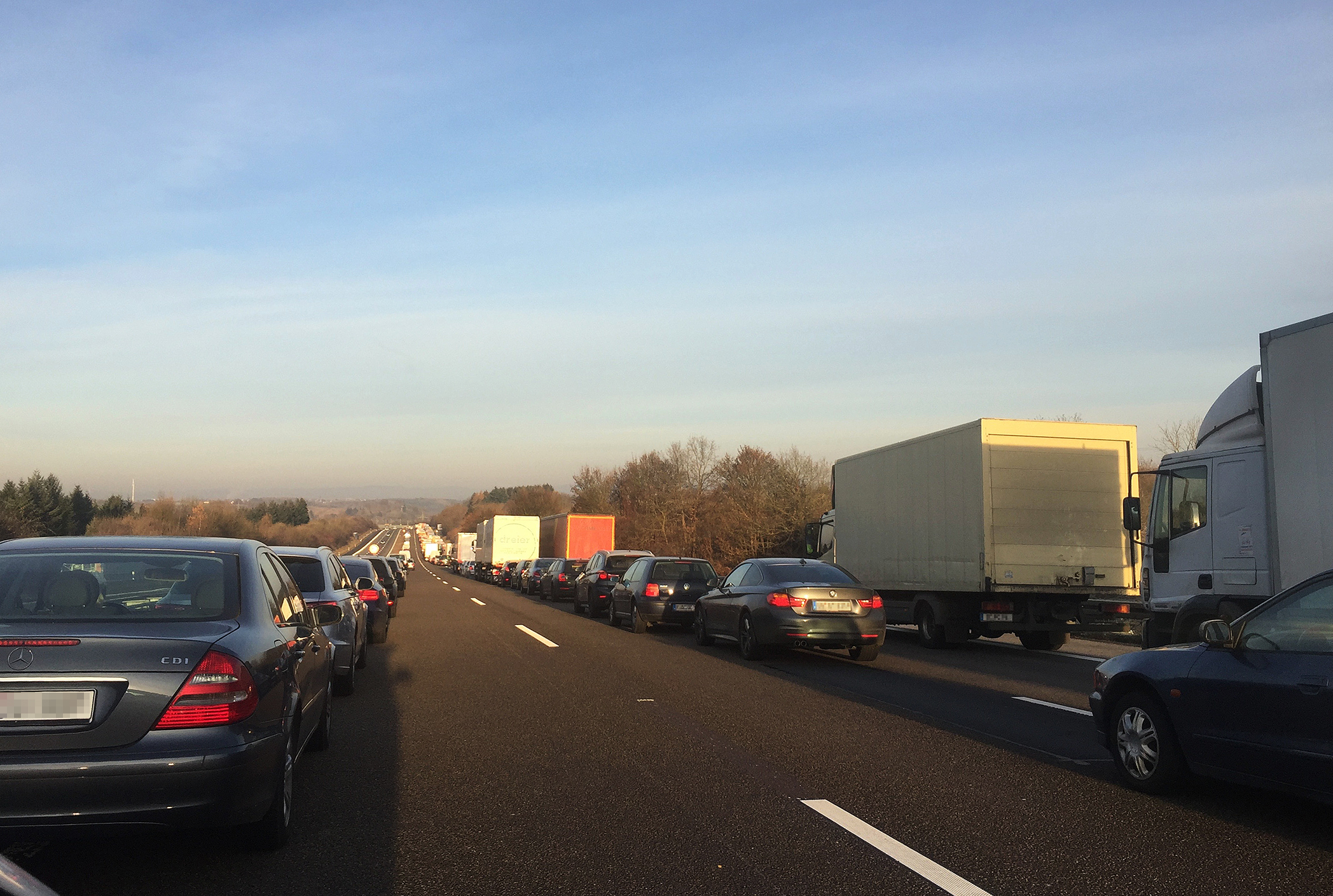
Korytarz ratunkowy w Niemczech

Korytarz ratunkowy

Korytarz ratunkowy, korytarz życia – metoda stworzenia wolnego przejazdu dla pojazdów ratowniczych poprzez przesunięcie się stojących w korku pojazdów w kierunku najbliższych krawędzi drogi wielojezdniowej. Tworzenie korytarza ratunkowego jest prawnie uregulowane m.in. w Austrii, Niemczech, Czechach, Słowenii i Szwajcarii. Większość państw Unii Europejskiej – tj. Belgia, Bułgaria, Estonia, Finlandia, Francja, Holandia, Irlandia, Litwa, Łotwa, Malta, Portugalia, Słowacja, Szwecja, Węgry, Wielka Brytania, Włochy – nie uregulowało dotychczas (2019) przepisami prawa zasad tworzenia korytarzy życia. W Polsce obowiązek tworzenia korytarza życia został po raz pierwszy uregulowany prawnie w Prawie o ruchu drogowym przez Ustawę z dnia 16 października 2019 r. – o zmianie ustawy Prawo o ruchu drogowym. Przepisy obowiązują od 6 grudnia 2019 roku.

## Zasada działania w Polsce
Do grudnia 2019 roku w polskim prawodawstwie korytarz życia nie był prawnie uregulowany – jedyny, ogólny zapis ułatwiający przejazd pojazdom uprzywilejowanym zawierał art. 9 Ustawy z dnia 20 czerwca 1997 roku Prawo o ruchu drogowym:
Art. 9. Uczestnik ruchu i inna osoba znajdująca się na drodze są obowiązani ułatwić przejazd pojazdu uprzywilejowanego, w szczególności przez niezwłoczne usunięcie się z jego drogi, a w razie potrzeby zatrzymanie się.
Według nowelizacji ustawy z 2019 roku art. 9 został uzupełniony ustępem drugim w brzmieniu:
2. W warunkach zwiększonego natężenia ruchu pojazdów utrudniającego swobodny przejazd pojazdu uprzywilejowanego, w szczególności pojazdu służb ratowniczych, kierujący pojazdem:
1) poruszający się lewym pasem ruchu, na jezdni z dwoma pasami ruchu w tym samym kierunku, jest obowiązany do usunięcia się z drogi pojazdu uprzywilejowanego przez zjechanie jak najbliżej lewej krawędzi pasa ruchu, a poruszający się prawym pasem ruchu jest obowiązany do usunięcia się z drogi pojazdu uprzywilejowanego przez zjechanie jak najbliżej prawej krawędzi pasa ruchu, celem umożliwienia swobodnego przejazdu pojazdu uprzywilejowanego;
2) poruszający się skrajnym lewym pasem ruchu, na jezdni z więcej niż dwoma pasami ruchu w tym samym kierunku, jest obowiązany do usunięcia się z drogi pojazdu uprzywilejowanego przez zjechanie jak najbliżej lewej krawędzi pasa, a poruszający się pasami sąsiednimi po prawej stronie ruchu są obowiązani do usunięcia się z drogi pojazdu uprzywilejowanego przez zjechanie jak najbliżej prawej krawędzi pasów, celem umożliwienia swobodnego przejazdu pojazdu uprzywilejowanego.
3. Kierującemu pojazdem innym niż uprzywilejowany zabrania się korzystania z drogi przejazdu pojazdu uprzywilejowanego utworzonej w sposób, o którym mowa w ust. 2. Kierujący pojazdem może kontynuować jazdę po uprzednio zajmowanym pasie ruchu po przejeździe pojazdu uprzywilejowanego.
4. Przepisu ust. 3 nie stosuje się do pojazdów zarządców dróg lub pomocy drogowej biorących udział w akcji ratowniczej.

## Stan prawny w innych krajach

### Czechy
W Czechach do końca września 2018 r. kierowcy – inaczej niż w pozostałych europejskich krajach – byli zobowiązani do tworzenia korytarza przy skrajnym prawym pasie, przy zastosowaniu tej samej zasady: wszystkie pojazdy na skrajnym prawym pasie jadą jak najbliżej prawej strony, podczas gdy pojazdy na pozostałych pasach ruchu jadą jak najbliżej lewej strony. Argumentowano to m.in. możliwością łatwiejszego dostępu do zjazdów z dróg szybkiego ruchu. Od października 2018 w celu ujednolicenia zasady z innymi krajami korytarz życia tworzony jest przy lewym pasie.

### Niemcy
Przepisy są podobne do projektu polskiej ustawy. W przypadku drogi z przynajmniej dwoma pasami ruchu w jednym kierunku korytarz życia jest tworzony pomiędzy dwoma lewymi skrajnymi pasami ruchu.

## Efektywność
Tworzenie korytarza ratunkowego pozwala na skrócenie czasu dojazdu samochodów ratunkowych bądź innych służb technicznych do miejsca wypadku, w tym również na przejazd dużych samochodów strażackich, co byłoby niemożliwe, gdyby korzystały one wyłącznie z pasa awaryjnego.